# Llorenç Moyà i Gilabert
Llorenç Moyà Gilabert va néixer a Binissalem (Mallorca) l'any 1916 i va morir a Palma l'any 1981. Es va llicenciar en Dret a la Universitat de Saragossa l'any 1943 i va fer feina com auxiliar i oficial habilitat de Justícia entre 1943 i 1975. Com escriptor conreà diversos gèneres literaris, especialment la poesia i el teatre.
En un principi seguí, com a poeta, les directrius de l'Escola Mallorquina, derivada de Costa i Llobera i d'Alcover. Aquest influx pot comprovar-se encara en el seu poemari La bona terra (1949). A la recerca d'horitzons més amplis i lliures, envers els anys cinquanta iniciava una nova orientació, en companyia de Jaume Vidal Alcover i Josep Maria Llompart. Amb aquest nou rumb cal inscriure els llibres de Moyà Ocells i peixos (1953), Flos Sanctorum (1956), La posada de la núvia (1956), Debades t'obren solcs els navilis, Ulisses... (1957), i Via Crucis (1961).
El poeta mallorquí cultivà un cert barroquisme, amatent al joc de la filigrana verbal. Amb certer sentit del llenguatge, assolia, quan així era la seva intenció una pulcritud de forma. No abandonà tanmateix un populisme capaç de crues expressions, davant les exigències de la sàtira. Últimament manifestava una notable proclivitat a la meditació envers els mites clàssics: així en el seu últim poema, Polifem, publicat el mateix any de la seva mort.
Un altre aspecte de la seva tasca és el diàleg amb el públic en general, a través de les pàgines del diari mallorquí Última hora, on, amb dècimes de factura impecable, darrere el pseudònim d'Un xafarder, defensava la dignitat de la llengua catalana. Escriptor polifacètic, feu incursions en la narrativa i el teatre i adaptà vells sainets.
Fou guardonat dues vegades amb el Premi Ciutat de Palma (de Poesia, el 1955, i de Teatre, el 1962.(¹)

## Obres publicades

### Poesia
- La joglaressa (1949)
- La Bona terra (1949)
- Ocells i peixos (1953)
- Flos sanctorum (1956)
- La posada de la Núvia (1956)
- Debades t'obren solcs els navilis, Ulisses... (1957)
- Via Crucis (1961)
- Presidi Major (1977)
- I tanmateix pallasso... (1978)
- Polifem (1981, escrit el 1962)
- Hispania Citerior (1981, escrit entre 1961 i 1962)
- Oracions per necessari (1983)
- Palinur i Anteu (1994,escrits entre 1961 i 1962)
- Panegírics blancs (2006, escrit 1957)
- Una toga per a cada home" (2006, escrit entre 1953-1960)

### Prosa
- A Robines també plou o la rebel·lió dels titelles (1958)
- Viatge al País de les Cantàrides (De Robines a la Malmaison) (1992, escrit el 1957)

### Teatre
- Fàlaris (1962)
- Orfeu (1962)
- El fogó dels jueus (1963)
- Adoració dels tres Reis d'Orient (1966)
- l'Entremès d'En Llorenç Malcasadís i Na Sussaina des Fil (1967)
- Ulisses (1969)
- Fedra (1969)
- Teatre de la llibertat (1993):Tirèsies (1958),El retorn d'Ulisses (1960),Electra(1963),Medea (1965)
- La fira de les banyes (1980), trilogia.
- El ball de les baldufes (1981), trilogia.
- Entremesos (1994):La beata pública (1967), La importància de tenir un siurell, trilogia (1980), i La rebel·lió dels mascles, trilogia (1981)